# بازور
بازور، در شاهنامه نام یک جادوگر تورانی است که تمامی فوت و فن‌های جادوگری را آموخته بود و بنا بر شاهنامه فردوسی زبان‌های چینی و پهلوی را می‌دانست. در جریان جنگی از جنگ‌های ایران و توران، پیران از بازور خواست که بر فراز ستیغ کوه رفته و به سمت ایرانیان، برف و سرما بفرستد.

## نقش بازور در نبرد ایران و توران
بازور با مهارت جادویی که می‌دانست، چنان کرد و با ریزش برف و سرما بر فراز سپاه ایران، دستان سپاهیان ایران از شدت سرما توان سلاح به دست گرفتن را نداشت در این زمان تورانیان به فرماندهی هومان بر سپاه ایران تاخته و بسیاری را می‌کشند. امّا در این میان، مردی دانش‌پژوه در سپاه ایران، تدبیری اندیشید و جایگاه بازور یا محل اختفای وی را در قله کوه را پیدا کرد. آنگاه مرد دانش‌پژوه، جایگاه بازور افسونگر را به رهام، دلاور مرد سپاه ایران نشان داد.
رُهام به سراغ بازور رفت و به یک ضربت شمشیر بازوی بازور را که با آن افسونگری می‌کرد، بُرید و بدینسان جادوی او را باطل و بی‌حاصل نمود.

## بازور درشاهنامه فردوسی[۱]
حکیم فردوسی در شاهنامه، شرح جادوگری بازور را چنین شرح می‌دهد:
| ز ترکان یکی بود بازور نام      |  | به افسوس بهر جای گسترده کام     |
| بیاموخته کژی و جادوی           |  | بدانسته چینی و هم پهلوی         |
| چنین گفت پیران بافسون پژوه     |  | کز ایدر برو تا سر تیغ کوه       |
| یکی برف و سرما و باد دمان      |  | بریشان بیاور هم اندر زمان       |
| هوا تیره‌گون بود از تیر ماه     |  | همی گشت بر کوه ابر سیاه         |
| چو بازور در کوه شد در زمان     |  | برآمد یکی برف و باد دمان        |
| همه دست آن نیزه‌داران ز کار     |  | فروماند از برف در کارزار        |
| ازآن رستخیز و دم زمهریر        |  | خروش یلان بود و باران تیر       |
| بفرمود پیران که یکسر سپاه      |  | یکی حمله سازید زین رزمگاه       |
| چو بر نیزه بر دستهاشان فسرد    |  | نیاراست بنمود کس دست برد        |
| وزان پس برآورد هومان غریو      |  | یکی حمله آورد برسان دیو         |
| بکشتند چندان ز ایران سپاه      |  | که دریای خون گشت آوردگاه        |
| در و دشت گشته پر از برف و خون  |  | سواران ایران فتاده نگون         |
| ز کشته نبد جای رفتن به جنگ     |  | ز برف و ز افگنده شد جای تنگ     |
| سیه گشت در دشت شمشیر و دست     |  | بروی اندر افتاده برسان مست      |
| نبد جای گردش درآن رزمگاه       |  | شده دست لشکر ز سرما تباه        |
| سپهدار و گردنکشان آن زمان      |  | گرفتند زاری سوی آسمان           |
| که ای برتر از دانش و هوش و رای |  | نه در جای و بر جای و نه زیر جای |
| همه بندهٔ پرگناه توایم          |  | به بیچارگی دادخواه توایم        |
| ز افسون و از جادوی برتری       |  | جهاندار و بر داوران داوری       |
| تو باشی به بیچارگی دستگیر      |  | تواناتر از آتش و زمهریر         |
| ازین برف و سرما تو فریادرس     |  | نداریم فریادرس جز تو کس         |
| بیامد یکی مرد دانش‌پژوه         |  | به رهام بنمود آن تیغ کوه        |
| کجا جای بازور نستوه بود        |  | بر افسون و تنبل بران کوه بود    |
| بجنبید رهام زان رزمگاه         |  | برون تاخت اسپ از میان سپاه      |
| زره دامنش را بزد بر کمر        |  | پیاده برآمد بران کوه سر         |
| چو جادو بدیدش بیامد به جنگ     |  | عمودی ز پولاد چینی بچنگ         |
| چو رهام نزدیک جادو رسید        |  | سبک تیغ تیز از میان برکشید      |
| بیفگند دستش بشمشیر تیز         |  | یکی باد برخاست چون رستخیز       |
| ز روی هوا ابر تیره ببرد        |  | فرود آمد از کوه رهام گرد        |
| یکی دست بازور جادو بدست        |  | به‌هامون شد و بارگی برنشست       |
| هوا گشت زان سان که از پیش بود  |  | فروزنده خورشید را رخ نمود       |
| پدر را بگفت آنچه جادو چه‌کرد    |  | چه آورد بر ما به‌روز نبرد        |
| بدیدند از آن پس دلیران شاه     |  | چو دریای خون گشته آوردگاه       |
| همه دشت کشته ز ایرانیان        |  | تن بی‌سران سر بی‌تنان             |